# Ambt Delden
Ambt Delden (Nedersakisch: Ambt Deeldn) is een voormalige gemeente en plaats in Twente, in de Nederlandse provincie Overijssel. De hoofdplaats van de gemeente was Bentelo. Tot Ambt Delden behoorden verder het dorp Hengevelde en de buurtschappen Azelo, Deldenerbroek, Deldeneresch, Wiene en Zeldam. Het gemeentehuis bevond zich gedurende verschillende periodes in Delden, en dus buiten de eigen gemeente, en Bentelo.
De gemeente had een sterk landelijk karakter. Het in 1818 door de overheid ingezette beleid om Ambt en Stad Delden te splitsen was er oorspronkelijk op gericht om de stad Delden te scheiden van het omringende platteland.
In 2001 werd de gemeente heringedeeld bij de nieuwgevormde gemeente Hof van Twente. Daarmee kwam een einde aan bijna 200 jaar zelfbestuur van het Ambt Delden. De naam Ambt Delden leeft voort als plaatsnaam, vooral voor de gebieden die niet tot een dorp behoren.

## Demografie

### Evolutie van het inwoneraantal
- Bron: CBS - Volkstellingen 1795-1971 en CBS - Gemeente op maat 1999: Ambt Delden
- Vanaf 1889 wordt meermaals melding gemaakt van de daadwerkelijk in Ambt Delden woonachtige personen en personen die zich tijdelijk in de gemeente ophielden; deze laatste groep personen is niet in het totaal opgenomen.